# 2 юни
2 юни е 153-тият ден в годината според григорианския календар (154-ти през високосна година). Остават 212 дни до края на годината.

## Събития
- 455 г. – Вандалите започват нападение над Рим, като го превземат и плячкосват в продължение на 2 седмици.
- 575 г. – Започва понтификата на папа Бенедикт I.
- 657 г. – Свети Евгений I е избран за римски папа.
- 1537 г. – Папа Павел III издава забрана северноамериканските индианци да бъдат използвани като роби.
- 1848 г. – В Прага започва Панславянски конгрес в отговор на германския национализъм в териториите в Централна Европа, населени със славяни.
- 1873 г. – При поредния разпит на Атанас Узунов в Хасково османските власти успяват да установят неговата самоличност и да изтръгнат признание за съпричастността му към комитетската организация.
- 1876 г. – В подножието на връх Вола във Врачанската планина, след сражение с части на османската армия е прострелян на 1 юни смъртоносно Христо Ботев, като почитта се отдава традиционно на 2 юни.
- 1880 г. – Приет е първият Закон за устройство на съдилищата в България.
- 1885 г. – Костите на Георги Раковски са пренесени от Букурещ в България.
- 1896 г. – Италианецът Гулиелмо Маркони патентова радиото.
- 1901 г. – В Княжество България със закон окончателно е отменен натуралният десятък и е въведен поземлен данък.
- 1907 г. – В Хага започва Втората световна мирна конференция.
- 1915 г. – Централните сили предлагат България да нападне Сърбия и да завземе цяла Вардарска Македония и Поморавието, а след войната обещават съдействие за присъединяване на Южна Добруджа и Кавала.
- 1920 г. – Губернаторът на Беломорска Тракия ген. Шарпи напуска областта, тази предишна българска държавна територия губи автономния си режим на „Междусъюзническа Тракия“ и е напълно анексирана от Гърция.
- 1924 г. – Президентът на САЩ Калвин Кулидж подписва закон, който предоставя право за гласуване на индианците, родени в САЩ.
- 1946 г. – Италия след общонароден референдум е обявена за република, а жените получават избирателни права.
- 1953 г. – Състои се официалната коронация на кралицата на Великобритания Елизабет II в Уестминстърското абатство в Лондон, която е пряко предавана по телевизията.
- 1975 г. – Започва официално посещение в Народна република България на севернокорейския ръководител Ким Ир Сен.
- 1979 г. – Два милиона поляци посрещат папа Йоан Павел II при неговото първо посещение в Полша.
- 1983 г. – От СССР е изстрелян автоматичен космически апарат Венера 15.
- 1992 г. – При референдум в Дания е отхвърлен Маастрихтският договор.

- 1999 г. – Африканският национален конгрес печели 66% от гласовете на избори в ЮАР.
- 2003 г. – От космодрума в Байконур е изстрелян Марс експрес – първият междупланетен космически апарат на Европейската космическа агенция.
- 2004 г. – Регистрирано е първото обгазяване на Стара Загора.
- 2008 г. – Кола бомба избухва срещу посолството на Дания в Исламабад, Пакистан. Осем души загиват, а над 40 са ранени.

## Родени
- 1535 г. – Лъв XI, римски папа († 1605 г.)
- 1740 г. – Донасиен Алфонс Франсоа дьо Сад, френски писател и философ († 1814 г.)
- 1821 г. – Йон Братиану, министър-председател на Румъния († 1891 г.)
- 1835 г. – Пий X, римски папа († 1914 г.)
- 1840 г. – Томас Харди, английски романист и поет († 1924 г.)
- 1857 г. – Карл Гелеруп, датски писател, Нобелов лауреат († 1919 г.)
- 1871 г. – Фьодор Токарев, съветски оръжеен майстор († 1968 г.)
- 1873 г. – Рачо Ангелов, български лекар († 1956 г.)
- 1876 г. – Константин Треньов, съветски писател († 1945 г.)
- 1880 г. – Тихомир Павлов, български публицист и общественик († 1937 г.)
- 1882 г. – Павел Шатев, български революционер († 1951 г.)
- 1884 г. – Адолфо Мелендес, испански спортен функционер († 1968 г.)
- 1900 г. – Асен Василиев, български изкуствовед и художник († 1981 г.)
- 1904 г. – Джони Вайсмюлер, американски плувец, олимпийски шампион († 1984 г.)
- 1920 г. – Марсел Райх-Раницки, германски литературен критик († 2013 г.)
- 1922 г. – Кармен Силвера, канадска актриса († 2002 г.)
- 1923 г. – Виолета Якова, българска партизанка († 1944 г.)
- 1930 г. – Чарлс Конрад, американски астронавт († 1999 г.)
- 1940 г. – Константинос II, крал на Гърция († 2023 г.)
- 1941 г. – Динко Дерменджиев, български футболист († 2019 г.)
- 1942 г. – Тони Бъзан, британски психолог († 2019 г.)
- 1946 г. – Венета Зюмбюлева, българска актриса († 2021 г.)
- 1946 г. – Ласе Халстрьом, шведски филмов режисьор
- 1949 г. – Владимир Луков, български поет
- 1951 г. – Лидия Михова, радиожурналист и озвучаващ актриса
- 1955 г. – Дейна Карви, американски актьор
- 1956 г. – Марк Полански, американски астронавт
- 1957 г. – Марк Лорънсън, английски футболист
- 1962 г. – Сибиле Берг, германска писателка
- 1970 г. – Би-Риъл – американски рапър
- 1970 г. – Георги Донков, български футболист
- 1971 г. – Антъни Монтгомъри, американски актьор
- 1972 г. – Уентуърт Милър, американски актьор
- 1978 г. – Роберт Петров, македонски футболист
- 1978 г. – Джъстин Лонг, американски актьор
- 1981 г. – Николай Давиденко, руски тенисист
- 1985 г. – Джулия Микелини, италианска актриса
- 1987 г. – Атанас Чипилов, български футболист
- 1988 г. – Серхио Агуеро, аржентински футболист

## Починали
- 1831 г. – Константин Павлович, велик княз на Русия (* 1779 г.)
- 1876 г. – Иван Преснаков, български революционер (* 1852 г.)
- 1882 г. – Джузепе Гарибалди, италиански революционер (* 1807 г.)
- 1905 г. – Иван Тодев, български революционер (* 1877 г.)
- 1930 г. – Жул Паскин, френски художник (* 1885 г.)
- 1935 г. – Апостол Дограмаджиев, български революционер (* 1882 г.)
- 1940 г. – Гунчо Гунчев, български географ (* 1904 г.)
- 1952 г. – Наум Торбов, български архитект (* 1880 г.)
- 1968 г. – Андре Матьо, канадски пианист и композитор (* 1929 г.)
- 1968 г. – Йордан Матев, български актьор (* 1928 г.)
- 1971 г. – Тодор Георгиев, български офицер (* 1882 г.)
- 1978 г. – Сантяго Бернабеу Йесте, испански футболист (* 1895 г.)
- 1988 г. – Радж Капур, индийски актьор (* 1924 г.)
- 2004 г. – Николай Гяуров, български певец (* 1929 г.)
- 2008 г. – Бо Дидли, американски блус певец (* 1928 г.)
- 2009 г. – Венцел Райчев, български социолог (* 1930 г.)
- 2007 г. – Волфганг Хилбиг, германски писател (* 1941 г.)
- 2009 г. – Дейвид Едингс, американски писател (* 1931 г.)
- 2014 г. – Александър Шулгин, американски химик и фармаколог (* 1925 г.)
- 2015 г. – Ъруин Роуз, американски биолог (* 1926 г.)

## Празници
- България – ден на село Новоселец
- България – Ден на Христо Ботев и на загиналите за свободата и независимостта на България. Този ден се чества на тази дата, въпреки че фактическата дата на смърт на Христо Ботев е 1 юни.
- България – Празник на село Алеково (област Силистра)
- Италия – Ден на републиката (1946 г.)